# Всемирный исламский конгресс
Всемирный исламский конгресс основан в 1926 году по инициативе Саудовской Аравии и ряда других государств, а также мусульманских общественных объединений. Штаб-квартира в Карачи (Пакистан), 40 отделений, реально организация начала свою работу в 1949 году. Основные цели — просветительские: распространение веры, изучение истории, образование, социальная помощь. По мысли теоретиков ВИК все это ведет к созданию организованной всемирной уммы, но насильственные методы отрицаются в принципе, упор делается на достижение согласия в умме в глобальном масштабе. Ежегодный Высший совет назначает председателя и генерального секретаря, утверждает бюджет, координирует работу с другими мусульманскими организациями. Исполнительный орган — Политический комитет.